# Сантос Чокано, Хосе
Хосе Сантос Чокано (исп. José Santos Chocano Gastañodi, 14 мая 1875, Лима — 13 декабря 1934, Сантьяго) — перуанский поэт, дипломат.

## Биография
Правнук глашатая независимости Перу от испанской империи Франсиско Антонио де Селы, скончавшегося в тюрьме, не дождавшись провозглашения свободы. Учился в главном национальном университете, курса не закончил. Начал публиковаться в прессе в 1894. Тогда же по обвинению в подрывной деятельности был заключен в тюрьму, освобожден демократической революцией 1895 года.
C 1901 исполнял дипломатические поручения нового правительства в Центральной Америке, Колумбии, Испании. Затем жил на Кубе, в Пуэрто-Рико, Мексике, где был секретарем Панчо Вильи, Гватемале, где состоял на службе у диктатора страны Мануэля Эстрады Кабреры.
В 1921 вернулся в Перу, где в 1922 был официально провозглашен поэтом-лауреатом.
Застрелив молодого журналиста, критиковавшего его за близость к диктаторам, два года провел в тюрьме. После освобождения переехал в Сантьяго, существовал в большой нужде. Был зарезан в трамвае случайным попутчиком-сумасшедшим. Похоронен на кладбище «Пастор Матиас Маэстро».

## Произведения
- 1895: В деревне/ En la aldea
- 1895: Священный гнев/ Iras santas
- 1896: Azahares
- 1898: Нетронутая сельва/ Selva virgen
- 1899: La epopeya del Morro
- 1901: El fin de Satán y otros poemas
- 1901: Песнь века/ Canto del siglo
- 1904: Песни Тихого океана/ Los cantos del Pacífico
- 1906: Душа Америки/ Alma América (предисловие Мигеля де Унамуно)
- 1908: Fiat Lux
- 1914: Puerto Rico lírico y otros poemas
- 1934: Primicias de Oro de Indias
- 1937: Стихи безутешной любви/ Poemas de amor doliente
- 1941: Oro de Indias

## Сводные издания
- Obras completas. México: Aguilar, 1955.

## Признание
Крупнейшая фигура латиноамериканского модернизма. Слава Сантоса Чокано была огромной. Многие его стихи по мотивам национальной истории и индейской мифологии («Герб», «Кони конкистадоров» и др.) стали хрестоматийными. Его роль «певца Америки» высоко оценил Унамуно.

## Публикации на русском языке
- Стихи/ Перевод Б.Дубина// Флейта в сельве. М.: Художественная литература, 1977